# Cypholophus montanus
Cypholophus montanus är en nässelväxtart som beskrevs av Henry Nicholas Ridley. Cypholophus montanus ingår i släktet Cypholophus och familjen nässelväxter. Inga underarter finns listade i Catalogue of Life.